# Superbrain - Le supermenti
Superbrain - Le Supermenti è stato un programma televisivo italiano andato in onda in prima serata su Rai 1 dal 2012 al 2013 e poi di nuovo dal 2018 al 2019 con la conduzione di Paola Perego. Si tratta dell'adattamento italiano di Deutschlands SuperHirn, format tedesco di  Endemol andato in onda su ZDF nel 2011.

## Il programma
Nelle prime due edizioni il programma prevedeva una gara suddivisa in tre manche tra sei concorrenti plusdotati, con straordinarie capacità mentali, che dovevano superare prove d'abilità impossibili per l'uomo medio. Al termine di ogni manche, se entrambi gli sfidanti superavano le prove, toccava al pubblico in studio votare e decidere quale dei due mandare in finale; nel caso in cui uno dei concorrenti sbagliava la prova, l'avversario passava al turno successivo. In quest'ultimo turno, i tre finalisti venivano sottoposti a un'ulteriore votazione, sempre da parte del pubblico in studio, per eleggere il vincitore di puntata. Quest'ultimo si scontrava col vincitore della puntata successiva, per decretare quello assoluto che si aggiudicava il premio finale di 50 000 €. A partire dalla terza edizione, per ogni puntata partecipano cinque concorrenti plusdotati e una giuria composta da tre VIP. Dopo ogni prova, la giuria deve dare un voto da 1 a 9 per ogni singolo concorrente, poi, alla fine di tutte le esibizioni il pubblico presente in studio da un voto ma, in questo caso, da 1 a 10, la cui somma determina una classifica dove il primo classificato vince un premio di 20 000 €. Se uno dei concorrenti, sbaglia la prova, nella classifica finale prende un punto di penalità.

## Edizioni
| Edizione | Conduzione   | Rete televisiva | Prima puntata    | Ultima puntata   | Puntate | Vincitore              |
| -------- | ------------ | --------------- | ---------------- | ---------------- | ------- | ---------------------- |
| 1ª       | Paola Perego | Rai 1           | 29 dicembre 2012 | 5 gennaio 2013   | 2       | Andrea Latorre         |
| 2ª       | Paola Perego | Rai 1           | 14 dicembre 2013 | 28 dicembre 2013 | 3       | Clementina di Robilant |
| 3ª       | Paola Perego | Rai 1           | 12 gennaio 2018  | 2 febbraio 2018  | 4       | Vari                   |
| 4ª       | Paola Perego | Rai 1           | 11 gennaio 2019  | 1º febbraio 2019 | 4       | Vari                   |

### Prima edizione
La prima edizione è andata in onda in due puntate trasmesse il 29 dicembre 2012 e il 5 gennaio 2013 con la conduzione di Paola Perego nel sabato sera di Rai 1: questa edizione è stata vinta da Andrea Latorre.

### Seconda edizione
La direzione di Rai 1 ha confermato la seconda edizione per la stagione 2013-2014 ed è stata vinta da Clementina di Robilant.
Il 16 e 17 novembre 2013 è stata registrata la prima puntata della seconda stagione che va in onda il 14 dicembre 2013.
La novità di questa seconda edizione è che ad affiancare Paola Perego ci sono Antonella Elia e Paolo Conticini.

### Terza edizione
La terza edizione è stata trasmessa il venerdì sera in prima serata dal 12 gennaio al 2 febbraio 2018 su Rai 1, per una durata di 4 puntate, sempre con la conduzione di Paola Perego. Il programma ha come ospite fisso per ogni serata il comico Dario Bandiera ed è stato vinto da un concorrente diverso per ogni serata, ciascuno dei quali si è aggiudicato un premio di 20.000€.

### Quarta edizione
La quarta edizione è stata trasmessa il venerdì sera in prima serata dall'11 gennaio al 1º febbraio 2019 su Rai 1, per una durata di 4 puntate, sempre con la conduzione di Paola Perego, questa volta affiancata da Francesco Paolantoni. Anche in questa edizione non viene proclamato un unico vincitore alla fine del programma, poiché ogni puntata proclama alla fine un singolo vincitore che si aggiudica un premio di 20.000€.

## Audience
| Edizione | Rete televisiva | Anno      | Stagione        | Programmazione | Programmazione | Programmazione | Programmazione | Programmazione | Programmazione | Programmazione | Collocazione | Telespettatori | Share  | Premiere       | Premiere | Finale         | Finale |
| Edizione | Rete televisiva | Anno      | Stagione        | L              | M              | M              | G              | V              | S              | D              | Collocazione | Telespettatori | Share  | Telespettatori | Share    | Telespettatori | Share  |
| -------- | --------------- | --------- | --------------- | -------------- | -------------- | -------------- | -------------- | -------------- | -------------- | -------------- | ------------ | -------------- | ------ | -------------- | -------- | -------------- | ------ |
| 1ª       | Rai 1           | 2012-2013 | inverno         |                |                |                |                |                |                |                | Prima serata | 4 725 000      | 20,56% | 4 739 000      | 20,35%   | 4 712 000      | 20,77% |
| 2ª       | Rai 1           | 2013      | autunno-inverno | 4 158 000      | 17,99%         | 4 308 000      | 18,85%         | 4 218 000      | 18,48%         |                | Prima serata |                |        |                |          |                |        |
| 3ª       | Rai 1           | 2018      | inverno         |                |                | 3 995 000      | 17,90%         | 4 219 000      | 18,40%         | 3 872 000      | Prima serata | 17,80%         |        |                |          |                |        |
| 4ª       | Rai 1           | 2019      | inverno         | 2 733 000      | 12,57%         | 3 013 000      | 13,77%         | 2 558 000      | 11,59%         |                | Prima serata |                |        |                |          |                |        |